# Аль-Мансур ібн Булуггін
Аль-Мансур ібн Булуггін (араб. المنصور بن بلوجن; д/н — 995) — 2-й емір держави Зірідів в Іфрікії у 984—995 роках.

## Життєпис
Син еміра Булуггіна ібн Зірі. Про дату народження відомостей обмаль. Оголошений батьком спадкоємцем, отримав в управління місто Ашир — центр родинних володінь роду. 984 року після смерті батька рушив до Кайруана, неподалік від якого в Сабрі отримав від представника фатімідського халіфа підтвердження своїх посад і титулів. За цим призначив брата Ітувефта намісником Аширу, а стрийка Абу'л-Бехара — Тахерта.
За цим виступив проти Абдаллаха аль-Катеба (з династії Аглабідів), намісника Кайруану, що набув значного впливу (навість підтримувався Фатімідами). Спочатку Абдаллаха було звільнено з посаду, а потім під час кінної прогулянки разом з сином Юсуфом вбито власноруч еміром Аль-Мансуром та його наближеними.
Невдовзі за цим оголосив про свою незалежність. У відповідь до берберів-кутама (на захід від Іфрікії) прибув фатімідський посланець Абу'л-Фехм Хасан, що 986 року підняв повстання. Аль-Мансур здобув перемогу лише у 988 року. За його наказав Хасана було страчено з надзвичайною жорстокістю. Втім 989 року еміру довелося знову придушувати повстання кутама.
989 року спрямував війська на чолі із братом Ітевефтом задля відновлення влади в Фесі і Сіджильмасі. Але Зірі ібн Атійя, кордовський валі Фесу, завдав поразки Зірідам. 990 року Аль-Мансур придушив повстання стрийка Абу'л-Бехара в Тахерті, який після цього втік на Піренеї.

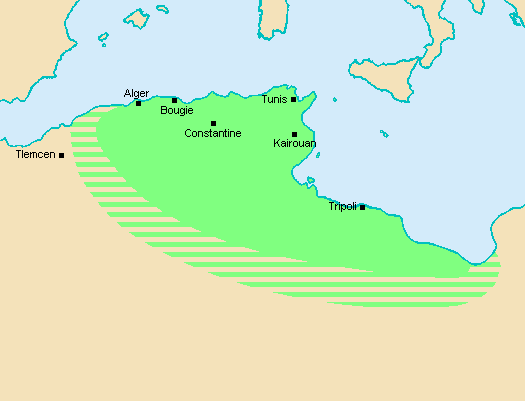
Володіння Аль-Мансура ібн Булуггіна

Після цього на бік Зірідів перейшов Ядду ібн Яла, шейх Іфранідів, що погиркався з кордовським хаджибом аль-Мансуром. Протягом 990—993 років було здійснено декілька походів з метою захоплення Фесу. Втім це вдавалося на нетривалий час. Зрештою Зірі ібн Атійя, валі Фесу, відбив нові напади Зірідів. Помер 995 року. Спадкував йому син Бадіс.